# SN 2005le
SN 2005le – supernowa typu Ia odkryta 2 listopada 2005 roku w galaktyce A223132-0029. W momencie odkrycia miała maksymalną jasność 22,30m.